# Michel Louwagie
Pour les articles homonymes, voir Louwagie.
 (juin 2015).
Si vous disposez d'ouvrages ou d'articles de référence ou si vous connaissez des sites web de qualité traitant du thème abordé ici, merci de compléter l'article en donnant les références utiles à sa vérifiabilité et en les liant à la section « Notes et références ».
Michel Louwagie, né le 1er janvier 1956 à Bruges, est un  directeur de  sport belge. Il est le manager et le directeur technique de l’équipe de football du KAA La Gantoise. Il est par ailleurs le président de la Fédération Royale Belge de Natation.
Natif de Bruges, ville où il réside durant sa jeunesse, il joue en faveur du club de football du Cercle Bruges. Il obtient se licence d’éducation physique  en 1978 à l’Université de Gand. En 1974, il devient champion de Belgique du 100 mètres natation sur le dos. Il est également le détenteur du record belge du 200 mètres natation sur le dos.

## Biographie
Louwagie joue au football jusqu’à l'âge de ses treize ans à Cercle Bruges. Plus tard, Louwagie devient le président de la Fédération Royale Belge de Natation, une fonction pour laquelle il est réélu le 3 mai 2014.
Il est également directeur sportif dans le monde du football. En 1990, il fait un stage à La Gantoise comme employé. Le club devient vice-champion dès sa première année et puis le KAA La Gantoise se qualifie pour les quarts de finale de la Coupe UEFA lors de la saison saison 1991-1992. Louwagie découvre entre autres Bryan Ruiz, Roberto Rosales et Yassine El Ghanassy. Le plus grand moment sportive, il a vécu ici en 2015, lorsque le club est devenu champion pour la première fois